# 相良広一
相良 広一（さがら ひろいち、1873年（明治6年）10月1日 - 1931年（昭和6年）3月6日）は、日本の陸軍軍人、戦術研究者及び指揮官。最終階級は陸軍少将。
伯父は日本にドイツ医学を導入し東京大学医学部を創設した医学者の相良知安。子に相良次郎・相良広明・田口喜美子、義理の息子に松田武彦・遠山参良がいる。上皇后美智子の兄正田巌の夫人淑の祖父で内閣総理大臣（第27代）の濱口雄幸は又従兄弟。

## 来歴・人物
佐賀県出身。1897年11月、陸軍士官学校（9期）を卒業し、1898年6月、陸軍歩兵少尉任官。その後、教育総監部にて陸軍戦術の研究、開発に従事。高級指揮官の作戦指導の補佐を務めた。1908年、剣術に関する研究著書を発表。1910年、体育研究会の研究発表会にて軍隊体操に関する演説を講演。
富国強兵政策の一環として児童教育の軍事教育化を計画。体育教育に兵式訓練を取り入れるべく学校教育の改革に着手。
1914年（大正3年）、長岡外史らとともに學校體操調査委員會を設置。文部省と協力しながら学校教育の制定、改正を行った。陸軍戸山学校教官時代も富国強兵を目的とした児童教育改革の為、文部省視学官・大島義脩、東京高師教授・坪井玄道、医学博士・三島通良、林銑十郎大佐と共に体育教育の調査委員を務めた。
1920年8月、歩兵大佐に進み八代連隊区司令官に就任。1921年（大正10年）7月から歩兵第6連隊長。1924年2月、第7師団司令部付となる。同年4月、陸軍少将に進み、1925年5月1日に待命、同月25日予備役に編入された。

## エピソード
- 相良が携わった児童教育改革は1941年の国民学校令公布までの約30年間、日本の教育界を支配した。
- 相良が委員を務め取り組んだ学校体操教授要目の制定は学校教育の教科内容に対する国家的立場からの統制が強化されていくきっかけとなった[8]。

## 著作
- 『体操剣術教育要領』（服部卯三郎との共著）軍需商会 1908年
- 『日本体育研究会 / 体操遊戯講演集』大日本図書 1910年
- 『遊泳教育』（藁谷勇三郎との共著） 東京兵事雑誌社 1910年